# Crash Twinsanity
Crash Twinsanity је платформска видео игра из 2004. коју је развио Traveller's Tales и објавио Vivendi Universal Games (VU Games) за Плејстејшн 2 и Xbox. То је једанаести део у серији Crash Bandicoot и пета игра у главној франшизи. Прича игре се одвија три године након догађаја у игрици Crash Bandicoot: The Wrath of Cortex и прати главног протагониста и главног антагонисту серије, Креш Бендикут и доктора Нео Кортекса, који морају да раде заједно да зауставе Зле близанце, пар међудимензионални папагаји, од уништавања острва Н. Санити.
Crash Twinsanity је започео развој као Crash Bandicoot Evolution и требало је да има озбиљнији тон од претходних игара. Сличност премисе игре са Ratchet & Clank убедила је Traveller's Tales да поново покрене продукцију и креира Crash Twinsanity као комични наслов у којем би се Кортекс удружио са Крешом као средством за истраживање његовог лика. Игра означава деби Лекса Ланга као гласа Кортекса, који је заменио претходног глумца Кленсија Брауна. Различити концепти су уклоњени из игре током производње због временских ограничења, али су уграђени у финалну игру као додаци који се могу откључати.
Crash Twinsanity је по објављивању добио различите критике. Критичари су похвалили разноликост играња, визуелни приказ, хумор и Лангову гласовну глуму, али су имали помешане реакције на музику и критиковали камеру, контроле и делове платформе. Две мобилне верзије игре су накнадно објављене и такође су наишле на мешане пријеме.

## Играње
Crash Twinsanity се разликује од претходних уноса у серији по свом слободном стилу игре; играч може да истражује окружења игре у свим правцима и да несметано путује између нивоа.  За разлику од формата „hub room“ који су користиле претходне игре, на напредовање играча кроз Twinsanity утиче заплет.  Током игре, играч контролише три различита лика: Креша Бендикута, Доктора Нео Кортекса (или обоје у исто време) и нови лик Нина Кортекс; контролисани карактер се смењује између одређених нивоа. Креш је примарни лик играча и има могућност да скочи у ваздух и слети на непријатељске ликове, да се окреће на начин попут торнада да би избацио непријатеље са екрана, да клизи по земљи и да удари телом да би разбио одређене објекте. Кортекс је наоружан зрачном пушком и ограниченом количином муниције, а Нина користи своје механичке руке да удари непријатеље и закачи се за удаљене избочине. Када су Креш и Кортекс заједно, Креш може да користи Кортекса да повећа домет свог спин напада, користи Кортексову главу као чекић да разбије одређене објекте и баца Кортекса преко празнина да активира прекидаче. Два нивоа у игри укључују стил играња под називом "HumiliSkate", који укључује Креш јахање Кортекса као импровизованог сноуборда, док се два друга играју у стилу под називом "Doc Amok", који укључује Креша који чисти пут за Кортекса који бежи. Други стил игре, назван "RollerBrawl", укључује играча који управља Крешом и Кортексом кроз ниво док се они упуштају у тучу. 
Вумпа воће се раштркава током игре и даје додатни живот ако се сакупи 100 воћа. У сандуцима се налази и Вумпа воће, које се може добити ако су сандуци поломљени. ТНТ сандуци експлодирају након фитиља од три секунде када се на њих скоче, док нитро сандуци експлодирају након било каквог физичког контакта. Кутије са клиповима ће детонирати све нитро сандуке у непосредној близини. Кутије за контролне тачке омогућавају играчу да се врати на одређену тачку у фази након губитка живота, док светски сандуци чувају напредак играча.  Драгуљи разбацани по нивоима могу се сакупљати да би се откључао додатни садржај као што су концептуална уметност и план приче. 

## Прича
Три године након свог претходног пораза од Креша у Crash Bandicoot: The Wrath of Cortex, доктор Нео Кортекс се враћа на острва Вумпа како би се осветио Крешу. Кортекс онеспособљава Крешову сестру, Коко, и опонаша је да намами Креша у замку. Након Крешове победе против Кортекса и његовог Мека-Бендикута, Кортекс и Креш бивају послани низ стрмоглаву рупу и слећу у пећину. Бесан због његовог пораза, Кортекс напада Креша и пар се упушта у дугу борбу преко пећине. По повратку на површину, Креш и Кортекс наилазе на пар међудимензионалних папагаја по имену Зли близанци, који планирају да униште острва Вумпа и украду Кортексов мозак. Након што се Кортекс замоли за Крешову помоћ,  спонтано нападају пчеле и нађе се заробљен од стране Папу Папу и његових подређених саплеменицима након што су налетели на њихову територију. Креш спасава Кортекса из заточеништва и бежи од гомиле припадника племена. Креш и Кортекс имају још један сусрет са Злим близанцима, који оживљавају статуу божанства како би напали пар. Кортекс, сазнавши да Зли Близанци долазе из Десете димензије,  смишља план и позива Креша у његову антарктичку јазбину. 
Креш и Кортекс покушавају да уђу у јазбину леденог брега кроз предњи улаз, али су врата замрзнута затворена, приморавајући пар да крене алтернативним путем унутра. Притом нехотице ослобађају Ука Ука, који их напада џиновским телом формираним од леда. Ука Ука је убеђен од стране свог брата близанца Аку Акуа да удруже снаге и нападну саме Зле Близанце,  али обојица су лако поражени. Кортекс представља Психетрон, уређај који ће омогућити путовање у десету димензију, али захтева кристале моћи да функционишу.  Креш користи Кортекса као импровизовани сноуборд у покушају да дође до бојног брода доктора Н. Гина и прикупи кристале моћи, и уништава Дингодилову колибу у том процесу. Крешов подухват кроз бојни брод на крају резултира експлозијом залиха ТНТ сандука, што потапа брод и тера Креша у сукоб са докторима Нефариус Тропијем и Нитрус Бриом на удаљеној леденој плохи. Креш се враћа у јазбину леденог брега са Кортексом, где га напада опорављена Коко, која верује да је Кортекс отео Креша. Коков напад шаље два кристала моћи који лете у Психетрон, што оштећује машину и паралише Коко у ланчаној реакцији. Креш и Кортекс су поставили курс за Академију зла Мадам Амберлеј у нади да ће регрутовати Кортексову нећаку Нину да помогне у поправци Психетрона. 
Креш и Кортекс се ушуњају у Академију кроз канализациони систем, где одбијају напад Дингодила. Након што је Кортекс пронашао Нину и имао сусрет са Мадам Амберлеј, присећа се порекла Злих близанаца; када је Кортекс био осмогодишњи студент на Академији, користио је своја два папагаја кућног љубимца Виктора и Морица као испитанике за прототип свог Еволво-Реј-а, али је експеримент резултирао транспортом папагаја у десету димензију,  где би били мутирани због тешке „реверсо-радиоактивне“ околине.  Трио се враћа у јазбину леденог брега, поправља Психетрон и путује у десету димензију да се суоче са злим близанцима. По њиховом доласку, Нину је киднаповао зли двојник Креша и одвео је у његов напуштени дом на острву Твинсанити. Након што је савладао Злог Креша, Кортекс се храбро нуди на Нинино место, што доводи до потере. Креш, Кортекс и Нина беже од Злог Креша и одлазе до комплекса Злих близанаца, где се Кортекс суочава са Злим Близанцима и наређује им да се врате у њихов кавез. Зли близанци трансформишу свој кавез у џиновског робота и упуштају се у последњу битку са тројком. Зли близанци су поражени и беже из имања, да би их Зли Креш прогутао када су нашли уточиште у његовом дому. Након што се тројац врати у сопствену димензију, Кортекс покушава да елиминише Креша, али Психетрон у квару телепортује Кортекса у Крешов ум, где је заробљен са гомилом Крашових дупликата који плешу. 

## Развој
Црасх Твинсанити је развио Traveller's Tales-ова Оксфордска дивизија, а објавио VU Games под својим брендом Sierra Entertainment.   Игра је првобитно названа Crash Bandicoot Evolution и садржавала је премису у којој су Зли близанци крали Крешово острво са Земље и калемили га на џиновску планету направљену од комада других. Тон игре је требало да буде озбиљнији од претходних уноса у серији, при чему се израз „оштра“ широко користи међу развојним тимом. Као одговор на издавање Ratchet & Clank игре Insomniac Games, који је имао идентичну премису, Traveller's Tales је напустио Crash Bandicoot Evolution и поново покренуо продукцију са фокусом на то да следећи Crash наслов буде што комичнији. Нова игра је прошла кроз неколико радних назива, укључујући Unlimited, Fully Fluxed и Twinsane. На крају, VU Games је дао Traveller's Tales један сат да одабере коначни наслов пре подразумеваног избора Unlimited. Концептуални уметник Кејт Веб смислио је наслов Crash Twinsanity са само пет минута до краја.  Игра је најављена као Crash Bandicoot: Unlimited 26. марта 2004. године, а Crash Twinsanity је првобитно замишљен као амерички наслов игре. 
Главни дизајнер Пол Гарднер и уметник Данијел Тонкин објаснили су да је Кортекс направљен да се игра као прилика да се истражи његов лик, и да је био удружен са Крешом јер „није имало смисла правити од њих два супротстављена лика која се могу играти јер би играч био нека врста играња против себе“.  Продуцент и креативни директор Дејвид Робинсон навео је Jay and Silent Bob и Рен и Стимпи као централни утицај на динамику карактера игре, пошто оба својства пружају варијацију две супротстављене личности које проводе велику количину времена заједно; Члан екипе Рен и Стимпи Џордан Рајчек написао је сценарио за игру, дао креативне информације о ликовима и механици игре,  и илустровао насловну слику игре.  Лик Нине Кортекса је креирао и дизајнирао Дјук Мајтен за рану верзију Crash Nitro Kart, а поново је присвојен за Crash Twinsanity због њене популарности међу развојним тимом. Гарднер је направио груби модел Нине модификован од Нео Кортекса,  а њен коначни модел креирао је Крис Абеделмасије. Нинин модел је креиран током једног викенда.  Иако је Crash Twinsanity требало да буде Нинино дебитантско појављивање, Гарднера је Веб упозорио на њено рано појављивање у Crash Bandicoot Purple: Ripto's Rampage, који је наишао на Нинину слику на недавно објављеним снимцима екрана игре.  Кранч Бендикут је укључен у камео појављивање због свог статуса омиљеног обожаватеља. Сцена која се одиграла у Кокоином уму, „Gone a Bit Coco“, уклоњена је јер је продукција била предалека да би се гарантовало да се бина може завршити и одиграти без пада. Други садржај, као што је камео од Лажног Креша и изглед добре верзије Кортекса, такође је уклоњен,  али се појављује у концептуалним сликама које се могу откључати у финалној игри.  Крешов маневар ударања који се појавио у демо верзији Crash Bandicoot Unlimited уклоњен је због његове ненамерне способности да уништи пејзаж.  Расти Валрус, лик плавог моржа који прати Креша на једном нивоу, инспирисан је последњим шефом у The NewZealand Story. 
Гласовне глумце Crash Twinsanity поставио и режирао Крис Бордерс.  Кленси Браун, претходни гласовни глумац за Кортекса, напустио је серију због свог незадовољства финансијском надокнадом индустрије видео игрица за гласовне глумце.  Лекс Ланг је позван на аудицију да замени Брауна,  и добио је објашњење да VU Games сматра да је Браунов наступ „превише подо“.  Након што је Бордерс описао Кортекс Лангу и натерао га да слуша препознатљиве узорке Брауновог извођења,  охрабрио је Ланга да игра Кортекса као блиставији и самозаокупљенији.  Ланг је на крају створио приказ Кортекса који је био „господар зла са мало детињасте женствене стране која цури у његовим тирадама“ због које су се сви смејали стиховима и лику.  Летећи циркус Монтија Пајтона је додатно утицао на Лангово извођење у улози Кортекса.  Међу осталим глумцима су Мел Винклер, Мајкл Енсигн, Сузан Сило, Деби Дерибери, Алекс Фернандес, Двајт Шулц и Квинтон Флин. Видео снимке Crash Twinsanity-а у пуном покрету креирали су Red Eye Studios, који су претходно креирали видео снимке пуног покрета за Crash Nitro Kart. Саундтрек за Crash Twinsanity је компоновао, извео, аранжирао и продуцирао клапа бенд Спиралмаут, док је Габријел Ман снимио и миксовао музику у Asylum Recording Studios у Лос Анђелесу. 

## Издање
Crash Twinsanity је представљен заједно са другим VU Games насловима на Game Stars Live сајму потрошачких игара одржаном у Ексел Лондону од 1. до 5. септембра 2004. Штанд VU Games је имао „Challenge Corner“ где су се учесници такмичили за награде засноване на Крешу и Спироу.  Игра је постала златна 7. септембра 2004.  и објављена је у Северној Америци 28. септембра 2004. иу Европи 8. октобра 2004.    Најављена је верзија за GameCube, али је отказана из неоткривених разлога; ИГН је спекулисао да је отказивање порта било због разочаравајућих финансијских перформанси других VU Games наслова у систему.  У Уједињеном Краљевству, Crash Twinsanity је дебитовао на 25. месту на листи продаје  и остао међу 40 најпродаванијих до божићне сезоне 2004. 
Мобилну верзију Crash Twinsanity је развио VU Games, објавио I-play и објављен је 6. новембра 2004.  Мобилна верзија се састоји од шест нивоа заснованих на фазама „Doc Amok“ верзије конзоле.  Још једну мобилну верзију, под називом Crash Twinsanity 3D, објавили су Vivendi Games Mobile и Wonderphone, а развили су је Kuju Entertainment за ексклузивни избор 3Г јава уређаја који су пратили комерцијално лансирање Vodafone live! децембра 2004, укључујући Motorola E1000, V980 и C980, Nokia 6630, Sony Ericsson V800, Sharp 802 SH и 902 SH и Toshiba V902T.  У овој верзији, играч контролише Креша Бендикута, који мора да трчи тродимензионалним путем и избегава препреке, да побеђује непријатеље и скупља предмете на путу.  Године 2007. Плејстејшн 2 верзија Crash Twinsanity поново је објављена у компилацији в Пацк од три диска заједно са Crash Nitro Kart и Crash Tag Team Racing. 

## Пријем
Crash Twinsanity је по објављивању добио различите критике од критичара. Поставка отвореног света је поздрављена као побољшање у односу на „клаустрофобични“ дизајн нивоа претходних игара,    а различити стилови играња су похваљени као паметни и добро примењени;  Џејмс Б. Прингл из ИГН-а упоредио је 'генијалне' нивое Doc Amok са видео-игром Lemmings,  а Луис Бедигијан из GameZone-а је сматрао да је секвенца RollerBrawl најбоља у игрици.  Међутим, делови платформе су сматрани стандардним и уморним. Аспект игре контроле Креша и Кортекса у тандему извукао је поређења са Џеком и Дакстер-ом и Whiplash-ом, док је сегмент RollerBrawl нашироко упоређиван са Super Monkey Ball-ом. Лик Нина Кортекс позитивно је примљен од стране критичара, од којих су неки упоредили њене испружене роботске руке са Bionic Commando.  Камера у игрици је нашироко критикована као лукава и некооперативна, а контроле су се сматрале спорим.  Кристан Рид из Eurogamer-а и GR Chimp из GameRevolution-а су исмевали систем контролне тачке/аутоматског чувања као неисправан и превише удаљен.  
Већина оцена визуелних приказа била је позитивна. Прингл је приметио осећај „као из цртаног филма“ који игри даје њене оштре и живе боје.  Крис Стед из Australian GamePro-а је признао графику као „прилично лепу“, али је изјавио да детекција судара и честе невидљиве баријере „остављају много да се пожеле“. Брент Соболески из TeamXbox, Рајан Дејвис из GameSpot-а и Ник Валентино из GameZone-а прогласили су Twinsanity најбољом Crash Bandicoot игром до сада; истакли су повећане детаље у дизајну Креша и Кортекса и њихове глатке и изражајније анимације које телеграфишу њихове личности,  иако су Соболески, Дејвис и GR Chimp осетили честице и светлосне ефекте и оквир стопе у верзији за Плејстејшн 2 биле су инфериорне у односу на оне у верзији за Xbox.  Соболески и Рид су приметили недостатак текстуре и детаља у окружењу,   а Рид и Вулдриџ су истакли кратку дистанцу цртања.  Бедигијан и Блурб у Electronic Gaming Monthly-у су одбацили визуелне приказе као недостатке.   Прингл и Рид су похвалили видео снимке у пуном покрету због њиховог углађеног квалитета,   иако је немогућност прескакања виђена као сметња.   
Звук, посебно музика, наишао је на различите реакције. Прингл је изјавио да је музика прикладна, али је признао да „није био обожаватељ“ „поп-џез“ музике на снегу/леду, што ми је „после неког времена на крају ишло на живце“.  Соболески је похвалио гласовну глуму као „добро урађену, са правом дозом сарказма, хумора и става да би се играчи смејали“, али је критиковао музику као „прилично репетитивну и прилично клише на основу онога што смо слушали из године у годину од серија."  Ендру Вулдриџ из 1Up.com био је забављен музиком игре и рекао је да „звучи као тим који жели да игра Боби Макферин (знате, „Не брини, буди срећан“), вокалисти заиста дају све од себе да дају игри добар осећај“.  Дејвис је похвалио музику као привлачну и дивио се јединственом а cappella аспекту звучне подлоге, али је додао да, иако се основни звучни ефекти Crash Bandicoot игре „удобно уклапају” у дизајн звука, „неки од њих се користе пречесто, а неки само звучи мало уморно." Док је Валентино уживао у саундтреку игре,  Бедигијан ју је оценио као „лудо досадну музику која се не уклапа у откачени и луди свет Crash Bandicoot-а“.  Винсент Лопез из Official Xbox Magazine је приметио да би "помешани" резултат "нашао добродошлицу у Pee-wee's Playhouse ". Рид је сматрао да је музика „повремено инспирисана” и био је изненађен квалитетом неких песама у игри (наводећи као пример тучу са шефом Ука Уке), али је упозорио да „други, међутим, умртвљују мозак у малч, па немојте не очекујем неразблажен квалитет“.  Ендру Рајнер из Game Informer-а је признао партитуру и вокалне аранжмане игре „под утицајем ду-вуп и хорске музике “ као „дивље инвентивне“. GR Chimp је описао звучну подлогу као „потпуно чудну и привлачну“ „комбинацију џунгле, попа и квартета за бријачнице“ и изнео мишљење да „необичан приступ композицији помаже игри да добије свој став“. 
Шаљиви дијалози и добра комедија сматрани су врхунцем, а карактеризација вокалног наступа Кортекса и Лекса Ланга је издвојена за похвале. Рецензенти су ценили додатну димензију Кортексове личности и сматрали су да су лик и његов дијалог најзабавнији и најсвршенији у игри.   Валентино је описао Кортекса као „лудог на најбољи могући начин“,  док је Рајнер признао да је „претварање Кортекса у лудака који се облачи изазвао неколико смејања“. 
Пријем мобилних верзија је такође био помешан. Леви Бјукенен из ИГН-а је сматрао да је I-play верзија „бескрајно пријатнија“ од свог пандана на конзоли, истичући шарену графику и „добро урађену“ уметност ликова, али је приметио неосетљиве контроле и недостатак звука као негативне тачке.  Ејвери Скор из GameSpot-а је позитивно прокоментарисао „испробану“ игру, „одличну“ графику, „пристојну“ вредност и „добре“ сличности ликова, али је критиковао недостатак звука у игрици, „префињену“ контролу, недостатак иновација у смислу играња, недостатак непријатељских ликова и чињеница да је Кортекс деловао "без памети".  Крис Џејмс из Pocket Gamer-а дао је Crash Twinsanity 3D оцену 5 од 10, приметивши једноставне и релативно брзе контроле игре и углађену презентацију, али критикујући незгодну перспективу, „веома фино“ детекцију судара, дугачку анимацију карактера и дуге екране за учитавање. 

## Наслеђе
Пре европског издања Crash Twinsanity-ја, Данијел Тонкин је изјавио да је Traveller's Tales „још увек веома заинтересован за франшизу и мислим да бисмо, ако би нам се указала прилика, били више него срећни да направимо још једну игру“.  Предложак за нову Crash Bandicoot игру, под називом Cortex Chaos, развио је Traveller's Tales након што се Twinsanity завршио. Премиса игре је била усредсређена на Креша који је увучен у неколико телевизијских програма изумом који је креирао Кортекс.  Twinsanity је на крају праћен насловима који су развили Radical Entertainment Crash of the Titans и Crash: Mind over Mutant. 
У интервјуу из 2012. Кејт Веб је приметио да ако би његова видео игра Go! Go! Kokopolo довољно била успешна да он прошири свој студио, покушао би да приступи Activision-у са понудом да створи Cortex Chaos са што више чланова Twinsanity развојног тима.  Дана 3. августа 2017, након објављивања Crash Bandicoot N. Sane Trilogy, Веб је послао отворено писмо Vicarious Visions-у у којем им честита на успеху игре. У писму, Веб је навео да ће се, ако Activision икада покаже интересовање за развој римејка Twinsanity-ја, он и неколицина претходних програмера ће се радо вратити да раде на њему. 

### Цитати
1. ↑  Pringle, James B. (5. 10. 2004). „Crash Twinsanity”. IGN. Приступљено 25. 6. 2009.
2. ↑  „The Odd Couple: Crash Bandicoot: Twinsanity”. Game Informer. бр. 132. април 2004. стр. 59—63.
3. ↑  Crash Twinsanity Instruction Manual. Vivendi Universal Games. 2004. стр. 7—8.
4. ↑  Crash Twinsanity Instruction Manual. Vivendi Universal Games. 2004. стр. 9—10.
5. ↑  Crash Twinsanity Instruction Manual. Vivendi Universal Games. 2004. стр. 9.
6. ↑  Traveller's Tales (28. 9. 2004). Crash Twinsanity. Multiplatform. Vivendi Universal Games. Level/area: Doc Amok. „Doctor Neo Cortex: You have to help me, Crash! You heard them! They want to destroy our island home, humiliate and enslave you, and steal my brain!”
7. ↑  Traveller's Tales (28. 9. 2004). Crash Twinsanity. Multiplatform. Vivendi Universal Games. Level/area: Tikimon. „Moritz: Yeah! Back in the Tenth Dimension, we don't have anything near as nice as the totem gods!”
8. ↑  Traveller's Tales (28. 9. 2004). Crash Twinsanity. Multiplatform. Vivendi Universal Games. Level/area: Tikimon. „Doctor Neo Cortex: Tenth Dimension... yes. Yes! In the dark ocean of my intellect swims a magnificent whale of a plan! To the laboratory! We're not beaten yet! The game is on!”
9. ↑  Traveller's Tales (28. 9. 2004). Crash Twinsanity. Multiplatform. Vivendi Universal Games. Level/area: Ice Climb. „Aku Aku: Uka Uka, wait! An evil greater than even yours threatens to destroy this world. / Uka Uka: No! That's my job! / Aku Aku: Divided we are but two magical masks. Join me, and together we can defeat this evil infestation. / Uka Uka: I like a challenge. I accept. This should be fun!”
10. ↑  Traveller's Tales (28. 9. 2004). Crash Twinsanity. Multiplatform. Vivendi Universal Games. Level/area: Iceberg Lab. „Doctor Neo Cortex: This is the Psychetron, gateway to the infinite dimensions. Beyond our universe, somewhere between the Ninth and Eleventh Dimensions lies the mysterious Tenth Dimension, and there we must go in order to confront the Evil Twins, steal their riches, and restore the natural order of things, with me on top. We require six Power Crystals in order to make the leap and we have... four. Hmm, let's see... That isn't enough! All is lost! Unless...”
11. ↑  Traveller's Tales (28. 9. 2004). Crash Twinsanity. Multiplatform. Vivendi Universal Games. Level/area: Iceberg Lab. „Doctor Neo Cortex: Ruined, thanks to Perky here! It must be repaired, and only one person can help: my niece, Nina Cortex. Isn't she delightful? Obviously I've made a few modifications here and there. Quickly, to my private dirigible! Set a course for Madame Amberley's Academy of Evil!”
12. ↑  Traveller's Tales (28. 9. 2004). Crash Twinsanity. Multiplatform. Vivendi Universal Games. Level/area: Academy of Evil. „Doctor Neo Cortex: I was eight years old and the most popular student in the Academy. Ah yes, how they loved me. It was my first experiment with the Evolvo-Ray, phase one in my plan to create an army of super-animals! The test subjects: my two pet parrots, Victor and Moritz, the only creatures I didn't loathe or eat. The experiment was proceeding as planned when suddenly... my parrots were gone, lost amongst the infinite dimensions!”
13. ↑  Traveller's Tales (28. 9. 2004). Crash Twinsanity. Multiplatform. Vivendi Universal Games. Level/area: Ant Agony. „Victor: Your failed experiment sent two innocent parrots to the Tenth Dimension! The severe reverso-radioactive conditions here sharpened our skills and warped our fragile eggshell minds.”
14. ↑  Traveller's Tales (28. 9. 2004). Crash Twinsanity. Multiplatform. Vivendi Universal Games. Level/area: Ending cutscene. „Doctor Neo Cortex: You know, Crash, for all these years I've been wrong about you. Your creation was a mistake, and your existence has been a constant reminder of that mistake, but I've learned something from all of this. I've learned that you can't run away from your mistakes, but you can bury them! I never want to see your ridiculous face again!”
15. ↑  Dobson, Jason (17. 7. 2006). „Round Up: FFXI Next-Gen Sequel, Riding & Outso, Wii Remote”. Gamasutra. Приступљено 18. 9. 2020.
16. ↑  Carless, Simon (28. 8. 2006). „Product: Technicolor, Sierra Partner For Spyro: A New Beginning”. Gamasutra. Приступљено 18. 9. 2020.
17. ↑  „Interview with Paul Gardner (Twinsanity)”. Crash Mania. 28. 7. 2009. Приступљено 20. 5. 2020.
18. ↑  Bramwell, Tom (26. 3. 2004). „Crash teams up with Cortex in the Bandicoot's PS2/Xbox return”. Eurogamer. Приступљено 28. 7. 2020.
19. ↑  Bramwell, Tom (6. 10. 2004). „Traveller's Tales on Crash Twinsanity”. Eurogamer. Приступљено 20. 6. 2020.
20. ↑  „The Odd Couple: Crash Bandicoot: Twinsanity”. Game Informer. бр. 132. април 2004. стр. 59—63.
21. ↑  Crash Twinsanity Instruction Manual. Vivendi Universal Games. 2004. стр. 10—11.
22. 1 2 3  „Interview with Paul Gardner (Twinsanity)”. Crash Mania. 28. 7. 2009. Приступљено 20. 5. 2020.
23. ↑  „Interview with Keith Webb (Twinsanity)”. Crash Mania. 22. 1. 2012. Приступљено 20. 5. 2020.
24. ↑  Crash Twinsanity (PlayStation 2, Xbox) Extras
25. ↑  Sawaya, Cameron (6. 10. 2020). „Development – Keith Webb Interview”. Beyond Twinsanity. Архивирано из оригинала 06. 12. 2020. г. Приступљено 6. 12. 2020.
26. 1 2  Crash Twinsanity Instruction Manual. Vivendi Universal Games. 2004. стр. 10—11.
27. ↑  Wojnar, Zak (14. 10. 2020). „Ryan Spindell & Clancy Brown Interview: The Mortuary Collection”. Screen Rant. Приступљено 9. 11. 2020.
28. 1 2 3  „Interview with Lex Lang (Dr. Neo Cortex)”. Crash Mania. 10. 3. 2009. Приступљено 1. 9. 2010.
29. 1 2  „Lex Lang talks about his role as Dr. Neo Cortex”. Phoenix Comic Con. мај 2013. Архивирано из оригинала 07. 12. 2021. г. Приступљено 19. 9. 2020 — преко YouTube.
30. ↑  Bramwell, Tom (10. 8. 2004). „Vivendi and DJs sign up to Game Stars Live”. Eurogamer. Приступљено 28. 7. 2004.
31. ↑  Adams, David (7. 9. 2004). „Crash Twinsanity Goes Gold”. IGN. Приступљено 20. 6. 2020.
32. ↑  Bramwell, Tom (6. 10. 2004). „Traveller's Tales on Crash Twinsanity”. Eurogamer. Приступљено 20. 6. 2020.
33. ↑  Kohler, Chris (28. 9. 2004). „Crash Twinsanity whirls into stores”. GameSpot. Приступљено 9. 8. 2016.
34. ↑  Adams, David (28. 9. 2004). „Crash Twinsanity Ships”. IGN. Приступљено 27. 10. 2017.
35. ↑  „Crash Twinsanity – GameCube”. IGN. Архивирано из оригинала 11. 7. 2012. г.
36. ↑  Fahey, Rob (13. 10. 2004). „UK Charts: FIFA 2005 number one, Fable takes second”. Eurogamer. Приступљено 28. 7. 2020.
37. ↑  Reed, Kristan (21. 12. 2004). „UK Charts: Need for Speed Underground 2 grabs Christmas No.1”. Eurogamer. Приступљено 28. 7. 2020.
38. ↑  „Crash Twinsanity Tech Info”. GameSpot. Архивирано из оригинала 7. 11. 2012. г. Приступљено 25. 8. 2010.
39. ↑  „Crash Twinsanity Company Line”. GameSpot. 1. 12. 2004. Архивирано из оригинала 7. 11. 2012. г. Приступљено 25. 8. 2010.
40. ↑  „Kuju Crash into 3G”. GameSpot. 6. 12. 2004. Архивирано из оригинала 7. 11. 2012. г. Приступљено 25. 8. 2010.
41. ↑  James, Chris (19. 8. 2005). „Crash Twinsanity 3D”. Pocket Gamer. Приступљено 25. 8. 2010.
42. ↑  „Crash Bandicoot Action Pack”. GameSpot. Приступљено 16. 12. 2012.
43. ↑  Pringle, James B. (5. 10. 2004). „Crash Twinsanity”. IGN. Приступљено 25. 6. 2009.
44. ↑  Wooldridge, Andrew (14. 10. 2004). „Crash Twinsanity Review from 1UP.com”. 1UP.com. Архивирано из оригинала 23. 2. 2005. г. Приступљено 27. 6. 2009.
45. ↑  Soboleski, Brent (7. 10. 2004). „Crash Twinsanity Review (Xbox)”. TeamXbox. Архивирано из оригинала 4. 8. 2009. г. Приступљено 27. 6. 2009.
46. ↑  Reed, Kristan (6. 10. 2004). „Crash Bandicoot: Twinsanity”. Eurogamer. Приступљено 14. 8. 2008.
47. ↑  Stead, Chris (12. 7. 2004). „GamePro | Crash Twinsanity – Australian Review”. GamePro. Архивирано из оригинала 4. 12. 2007. г. Приступљено 27. 6. 2009.
48. ↑  GR Chimp (28. 10. 2004). „Crash Twinsanity Review”. GameRevolution. Архивирано из оригинала 20. 9. 2015. г. Приступљено 15. 7. 2020.
49. ↑  Davis, Ryan (5. 10. 2004). „Crash Twinsanity Review”. GameSpot. Приступљено 27. 6. 2009.
50. ↑  Davis, Ryan (5. 10. 2004). „Crash Twinsanity Review”. GameSpot. Приступљено 27. 6. 2009.
51. ↑  Valentino, Nick (8. 10. 2004). „Crash Twinsanity Review – Xbox”. GameZone. Архивирано из оригинала 19. 6. 2009. г. Приступљено 27. 6. 2009.
52. 1 2 3 4 5 6  Pringle, James B. (5. 10. 2004). „Crash Twinsanity”. IGN. Приступљено 25. 6. 2009.
53. ↑  Bedigian, Louis (10. 10. 2004). „Crash Twinsanity Review – PlayStation 2”. GameZone. Архивирано из оригинала 13. 7. 2009. г. Приступљено 27. 6. 2009.
54. 1 2 3 4  Bedigian, Louis (10. 10. 2004). „Crash Twinsanity Review – PlayStation 2”. GameZone. Архивирано из оригинала 13. 7. 2009. г. Приступљено 27. 6. 2009.
55. 1 2 3 4 5 6  Soboleski, Brent (7. 10. 2004). „Crash Twinsanity Review (Xbox)”. TeamXbox. Архивирано из оригинала 4. 8. 2009. г. Приступљено 27. 6. 2009.
56. 1 2 3  Wooldridge, Andrew (14. 10. 2004). „Crash Twinsanity Review from 1UP.com”. 1UP.com. Архивирано из оригинала 23. 2. 2005. г. Приступљено 27. 6. 2009.
57. ↑  „This Month in Baby Games: Crash Twinsanity”. Electronic Gaming Monthly. бр. 185. децембар 2004. стр. 170.
58. ↑  Buchanan, Levi (27. 4. 2005). „Crash Twinsanity – Wireless Review at IGN”. IGN. Архивирано из оригинала 20. 3. 2012. г. Приступљено 25. 8. 2010.
59. ↑  Score, Avery (11. 2. 2005). „Crash Twinsanity Review for Mobile – GameSpot”. GameSpot. Архивирано из оригинала 31. 3. 2005. г. Приступљено 25. 8. 2010.
60. ↑  James, Chris (19. 8. 2005). „Crash Twinsanity 3D”. Pocket Gamer. Приступљено 25. 8. 2010.
61. ↑  Bramwell, Tom (6. 10. 2004). „Traveller's Tales on Crash Twinsanity”. Eurogamer. Приступљено 20. 6. 2020.
62. ↑  „Interview with Keith Webb (Twinsanity)”. Crash Mania. 22. 1. 2012. Приступљено 20. 5. 2020.
63. ↑  Harris, Craig (28. 4. 2008). „First Look at Crash: Mind over Mutant”. IGN. Приступљено 30. 9. 2020.
64. ↑  „Interview with Keith Webb (Twinsanity)”. Crash Mania. 22. 1. 2012. Приступљено 20. 5. 2020.
65. ↑  „Twinsanity Remaster – An Open Letter by Keith Webb”. Crash Mania. 3. 8. 2017. Приступљено 12. 4. 2018.